# Hudibras

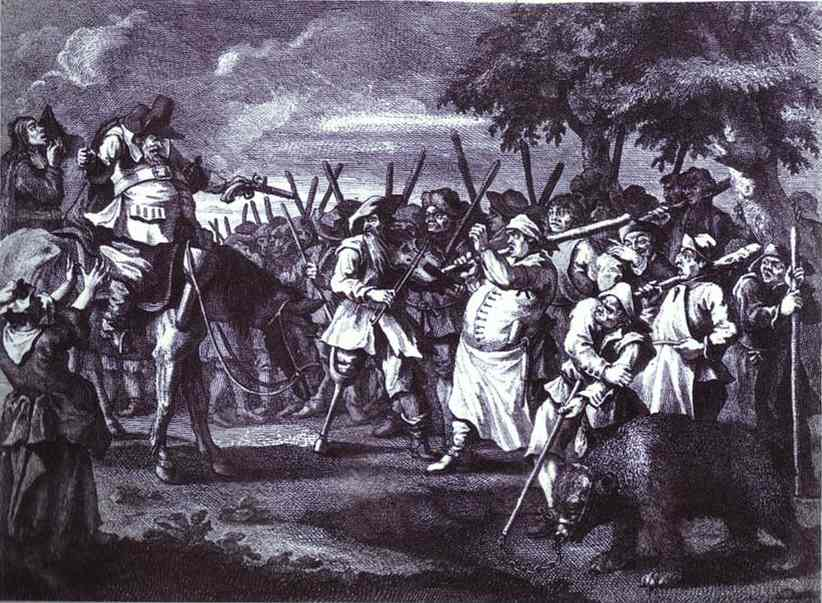
William Hogarth (1697–1764) Hudibras' First Adventure, 1726 British Museum (inv. 1847,0508.17)

Hudibras è un poema satirico inglese del XVIII secolo, composto da Samuel Butler. 
Composto tra il 1660 e il 1680, è una satira sui sostenitori di Cromwell e sulla Chiesa Presbiteriana – Butler era un fervente Realista e di confessione anglicana. La storia racconta le imprese di Hudibras, un colonnello dell'esercito di Cromwell, e del suo scudiero Ralpho. I protagonisti sono coinvolti in varie disavventure comiche nelle quali emerge il loro carattere stupido, avido e disonesto.
Il poema fu molto popolare al suo tempo, e diversi versi in esso contenuti divennero proverbiali, tanto da suscitare svariati imitatori. Chiaro è il debito di Hudibras verso il Don Chisciotte, ma a differenza di Cervantes Butler inserisce molti più riferimenti a personaggi ed eventi correnti. Tra gli autori che ebbero una chiara influenza sull'opera si ricordano anche John Skelton e Paul Scarron, autore del Virgile travesti, una satira sulla letteratura classica. 
Hudibras fu ristampato molte volte nei secoli successivi alla morte di Butler. Due delle edizioni più importanti sono quelle a cura di Zachery Grey (1752) e Treadway Russell Nash (1793). L'edizione accademica dell'opera è stata curata da John Wilders (1967). Popolari sono anche le versioni illustrate, come quella edita nel 1726 a Londra con illustrazioni di William Hogarth.